# Djupsjön (Leksands socken, Dalarna)
Djupsjön är en sjö i Leksands kommun i Dalarna och ingår i Dalälvens huvudavrinningsområde. Sjön är 15,5 meter djup, har en yta på 0,419 kvadratkilometer och är belägen 302,2 meter över havet. Sjön avvattnas av vattendraget Snöån (Mögsjöån).

## Delavrinningsområde
Djupsjön ingår i det delavrinningsområde (673131-143003) som SMHI kallar för Inloppet i Stora Snesen. Medelhöjden är 329 meter över havet och ytan är 6,78 kvadratkilometer. Räknas de 5 avrinningsområdena uppströms in blir den ackumulerade arean 51,66 kvadratkilometer. Snöån (Mögsjöån) som avvattnar avrinningsområdet har biflödesordning 3, vilket innebär att vattnet flödar genom totalt 3 vattendrag innan det når havet efter 323 kilometer. Avrinningsområdet består mestadels av skog (47 procent) och sankmarker (29 procent). Avrinningsområdet har 0,75 kvadratkilometer vattenytor vilket ger det en sjöprocent på 11,1 procent.